# Joan Forns i Jordana
Joan Forns i Jordana (Badalona, 9 d'abril de 1916 - Barcelona, 12 de gener de 1998), més conegut amb el nom artístic de Li-Chang, va ser un il·lusionista català, considerat un dels mags catalans més internacionals, va viatjar per Europa i Amèrica, creà nombrosos espectacles i va rebre també premis per la seva carrera professional.
Es diu que als 12 anys, quan Forns encara era ajudant de forner, va començar a voler fer màgia després de veure l'espectacle de l'il·lusionista Caballero Salim. Va comprar alguns jocs a la botiga «El Rei de la Màgia» de Barcelona, i va treballar allà una temporada per depurar la tècnica. Va prendre el nom de «Caballero Forns» i els seus pares li feren construir un circ itinerant anomenat Gran Circo Forns, amb el qual va recórrer tot Espanya.
Entre 1931 i 1933, impressionat per l'actuació de Fu-Manchú (David Theodore Bamberg) a Barcelona, va adoptar el sobrenom de Ling-Fu, fins al 1945, que -per un malentès legal- el canvià definitivament pel nom de Li-Chang. En les seves actuacions adoptava l'aspecte d'un xinès, amb gran èxit gràcies a la caracterització, la gestualitat i el vestuari. Tenia un envelat propi i en les actuacions li feien d'ajudants Ramona Mitjans, la seva muller -que presentava amb el sobrenom de Miss Foo-Lin-, i dels seus fills Joan i Montserrat, juntament amb una companyia de 25 artistes. Els seus espectacles es basaven en l'il·lusionisme i els completava un luxós cos de ball.
Va viatjar arreu, passant pels circs i les sales de festes més importants d'Europa i Amèrica: Circ Krone (Múnic), Circo Price (Madrid), Circ Ringling Bros (EUA), Moulin Rouge (París) o el Gran Casino de Niça, també va participar en el Holiday on Ice a Israel. A partir de 1972 s'estableix definitivament a Catalunya i fa les seves darreres actuacions a les II Jornades Màgiques de Mollet el 1992 i La Màgia de la Mercè a Barcelona el 1993. Durant aquest període també rebrà diversos premis: el premi Aplaudiment Sebastià Gasch (1977), el premi d'Honor Sebastià Gasch (1985), la medalla al mèrit màgic de la Societat Catalana d'Il·lusionisme (1982) i la Medalla de Oro del I Congreso Internacional de Amigos del Circo (1988), entre d'altres.
Des de l'any 2000 se celebra en honor seu a Badalona el Festival Internacional de Màgia - Memorial Li-Chang.